# NIC-21A
La NIC-21A es una importante carretera nacional clasificada como troncal principal en Nicaragua. Esta vía comienza en el Este, conectándose con la NIC-1 a la altura de Puertas Viejas, y culmina en la Rotonda Muy Muy, donde se enlaza con la NIC-19B2 en el municipio de Esquipulas, en el departamento de Matagalpa. 

## Extensión
Con una extensión de 65,79 km, la NIC-21A juega un rol clave en la conectividad y transporte de la región.